# Gerhard Kunz
Gerhard Kunz (* 11. Februar 1942 in Komotau, Reichsgau Sudetenland) ist ein ehemaliger deutscher CDU-Politiker. Er war sowohl Mitglied des Abgeordnetenhauses von Berlin als auch des Deutschen Bundestages.

## Leben
Kunz besuchte eine Oberschule in Genthin im Bezirk Magdeburg und siedelte 1959 nach West-Berlin über. 1961 legte er in Berlin-Schöneberg sein Abitur ab. Anschließend studierte er Rechtswissenschaften an der Freien Universität Berlin und legte 1967 das Referendarexamen ab. Im Jahr 1971 bestand er das Assessorexamen und betätigte sich anschließend als Rechtsanwalt in Berlin. Im Jahr 1986 übernahm er die Leitung der Abteilung für strategische Planung der bundeseigenen Salzgitter AG.

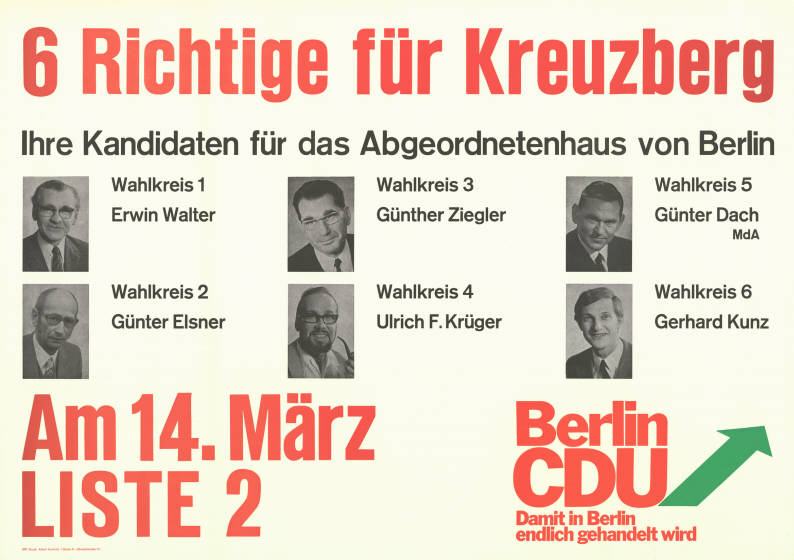
Wahlplakat der CDU Kreuzberg zur Berliner Wahl 1971

## Politik
Kunz trat bereits 1961 in die CDU ein und gehörte viele Jahre dem Vorstand der Jungen Union in Berlin an. Am 13. Dezember 1971 rückte er für den Abgeordneten Ernst Benda in den Deutschen Bundestag nach. Kunz wurde kurz nach seinem Einzug ins Parlament ordentliches Mitglied im Ausschuss für Wahlprüfung, Immunität und Geschäftsordnung, was er bis auf eine kurze Zeit in der achten Wahlperiode bis zu seinem Ausscheiden aus dem Bundestag blieb. Ebenfalls im Dezember 1971 wurde er ordentliches Mitglied des Rechtsausschusses, dies blieb er auch noch in der darauffolgenden, siebten Wahlperiode. In der achten Wahlperiode wurde er 1976 stattdessen ordentliches Mitglied im Ausschuss für innerdeutsche Beziehungen, was er bis 1977 blieb. Danach war er bis zum Ende der Legislaturperiode stellvertretendes Mitglied. In den Jahren 1977 und 1978 war Kunz Mitglied des Europäischen Parlamentes. Nach seinem Ausscheiden rückte der Abgeordnete Helmut Buschbom für ihn ins Parlament nach. Kunz trat aus, um 1981 ins Abgeordnetenhaus von Berlin zu wechseln, außerdem wurde er Senator für Finanzen, was er bis 1985 blieb.